# 佳能PowerShot A560
佳能 PowerShot A560是一款佳能PowerShot相机，于2007年2月推出。

## 主要参数
- 七百万有效象素
- 4倍光学变焦
- 1/2.5 英寸 CCD
- 2.5寸TFT液晶屏，分辨率11.5万象素
- 快门：15～1/2000秒
- ISO：80/100/200/400/800/1600
- 9点智能对焦，带有面部优先识别功能
- 有声短片记录（Motion JPEG编码与单声道音频）
- 使用SDHC卡／SD卡／MMC卡作为存储介质
- 使用DIGIC III数字处理芯片
- 使用2节AA电池
- Exif 2.2
- 不带电池约165克